# Terceira fase
Terceira fase é o termo para uma emulsão estável a qual forma-se em um sistema de extração por solvente quando as duas fases originais (aquosa e orgânica) são misturados.